# Walter Model
Otto Moritz Walter Model (24. januar 1891 – 21. april 1945) var en tysk general og feltmarskal under 2. verdenskrig. Han er kendt for sine defensive slag i den sidste halvdel af krigen, fortrinsvis på Østfronten men også i vest, samt for sit nære forhold til Adolf Hitler og nazismen. Han er blevet kaldt Wehrmachts bedste defensive taktiker.
Selv om han var en hårdnakket aggressiv pansergeneral først i krigen, blev han bedst kendt som praktiker inden for udmattelseskrig. Hans medarbejder general Erhard Raus kaldte det for "zoneforsvar". Han lagde vægt på stærke befæstninger, vægrede sig mod at opgive land (selv om han ikke var absolut modstander af tilbagetrækninger) og at tillade fjendtlige gennembrud. Denne tilgangsvinkel bragte ham stor succes, men hans død i 1945 betød, at han blev overskygget af sine rivaler, som gik ind for manøvrekrigsførelse.
Model blev bemærket af Hitler før 2. verdenskrig, men deres forhold blev ikke specielt nært før 1942. Hans vedholdende måde at føre krig på og aggressive personlighed betød, at Hitler anså ham for at være sin bedste hærchef og gentagne gange gav ham til opgave at genoprette desperate situationer. Forholdet mellem dem var dog brudt sammen ved krigens slutning, efter at Model var besejret i Ardennerslaget.
Model blev anset som en omhyggelig og kompetent leder, men var kendt for at "kræve for meget og kræve det for hurtigt". Han accepterede ingen undskyldninger for fejltagelser, hverken fra sine underordnede eller overordnede. Hans styrker sagdes at have "lidt under hans alt for hyppige fravær og fejlfyldte, inkonsistente krav" og at han ofte mistede fornemmelsen for, hvad der kunne og ikke kunne lade sig gøre. På den anden side betød hans afsky for bureaukrati og hans grove tale, at han ofte blev vellidt af underordnede.

## Tidlige år og karriere
Models beslutning om at brænde sine papirer i slutningen af 2. Verdenskrig betyder, at der vides forholdsvis lidt om hans tidlige år. Han blev født i Genthin i Sachsen. Han var tredje søn af en musiklærer og tilhørte en ikke-militær lavere middelklasse-familie. Han blev optaget på kadetskolen i Neisse i 1908, hvor han ikke var bemærkelsesværdig , og han blev udnævnt til løjtnant i det 52. infanteriregiment von Alvensleben i 1910. Han fik ikke mange venner blandt sine officerskolleger og blev snart kendt for sine ambitioner, energi og åbenmundethed. Det var karakteristika, som kom til at kendetegne hele hans karriere.

### 1. verdenskrig
Under 1. Verdenskrig var 52. infanteriregiment en del af 5. division og kæmpede på Vestfronten. Model gjorde tjeneste som adjudant i sit regiments 1. bataljon. I maj 1915 blev han alvorligt såret nær Arras, og i oktober fik han jernkorset af 1. grad. Hans bedrifter tiltrak sig hans divisionschefs opmærksomhed, som trods sine betænkeligheder om sin "ubehagelige underordnede" anbefalede ham til en stilling i den tyske generalstab. Blandt andet betød det, at Model kun tog del i de indledende operationer i Slaget ved Verdun og undgik blodbadet i Slaget ved Somme, som hans division deltog i under hans fravær.
Model gennemgik det forkortede stabsofficerskursus og vendte tilbage til 5. division som adjudant for 10. infanteribrigade og kompagnichef i såvel 52. division som 8. livgrenaderdivision. Han blev forfremmet til kaptajn i november 1917, og senere blev han overført til staben i en gardereservedivision, som kæmpede i den tyske forårsoffensiv 1918. Han sluttede krigen i 36. reservedivision.

### Mellemkrigsårene
Ved krigens slutning havde Model ry for at være en dygtig officer med stort potentiale. Hertil kom, at han var kendt af Hans von Seeckt, lederen af det nye Reichswehr fra sine stabsposter under krigen, og han var udstyret med en udmærket reference fra generalmajor Franz von Rantau, chefen for 36. reservedivision. Det var ingen overraskelse, at han var en af de 4.000 officerer, der forblev i hæren. Model holdt sig generelt væk fra politik i den kaotiske periode, som kendetegnede Weimarrepublikkens fødsel, selv om han som hærofficer var involveret i den blodige nedkæmpelse af den kommunistiske opstand i 1920 i Ruhrområdet.
Året efter giftede han sig med Herta Huyssen, og de fik tre børn: Christa, Hella og Hansgeorg. Model hadede krigshistorier og diskuterede hverken politik eller krigen med sin kone.
I 1925 blev Model overført til 3. infanteridivision, en eliteenhed i Reichswehr, som var kraftigt involveret i afprøvning af tekniske fornyelser. Fra 1928 underviste han i taktik og krigsstudier på det grundlæggende generalstabskursus, og i 1930 blev han overført til træningsafdelingen af Truppenamt. Han blev kendt såvel for sin entusiastiske støtte til modernisering af hæren som for sin fuldstændige mangel på takt. I 1938, det år han blev generalmajor, gav han en demonstration af et angreb på simulerede, tjekkiske befæstninger, som imponerede Hitler og irriterede hærens stabschef Ludwig Beck, som forsøgte at få Hitler til at opgive at besætte Sudeterlandet. Som mange andre hærofficerer støttede han det Nationalsocialistiske Tyske Arbejderparti. Hans tid i Berlin bragte ham i kontakt med ledende medlemmer af det nazistiske styre, og især blev han ven med Joseph Goebbels og Hermann Göring.

## 2. verdenskrig
Model tilbragte det første år af 2. Verdenskrig som stabschef, først for 4. Korps under Felttoget i Polen (1939) og derefter i 16. Arme under Slaget om Frankrig. Han blev forfremmet til generalløjtnant i april 1940 og fik sin første større ledelsesopgave i november samme år , da han fik til opgave at lede 3. panserdivision. Han overhørte straks alle formaliteter om organisation og ledelse, hvilket gjorde ham populær blandt hans folk og irriterede hans stab, som ofte måtte rydde op efter ham. Han indledte også et træningsprogram for blandede styrker, hvor hans mænd blev placeret i forskellige ad hoc grupper, uanset hvad der var deres stamenhed. Pansertropper trænede med infanteri, ingeniører med spejderenheder, osv. På den måde var Model nogle måneder foran den tyske hærs anvendelse af kampgrupper i 2. Verdenskrig. Det var ikke almindelig praksis i den tyske hær i slutningen af 1940 og begyndelsen af 1941.

### Invasionen af Sovjetunionen
I Operation Barbarossa var 3. panserdivision tildelt 24. Panserkorps, som igen var en del af den Panzergruppe 2, der blev ledet af Heinz Guderian. Felttoget begyndte den 22. juni 1941, hvor Guderian pressede sine divisioner fremad i et halsbrækkende tempo. Det passede Model fint, og den 4. juli havde de forreste elementer af hans division nået Dnepr-floden, en bedrift der indbragte ham Ridderkorset. At overskride floden i fuld styrke var imidlertid en helt anden sag, da den Røde Hær var parat til at forsvare linjen ved floden. 3. panserdivisions fortrop blev slået tilbage af den sovjetiske 21. arme, og det var først den 10. juli, at de tyske styrker var klar til at gennemtvinge en overgang. Til denne operation reorganiserede Model, som nu var forstærket, sin styrke i tre grupper: en infanteri-tung styrke, som skulle krydse floden og danne et brohoved, en mobil pansret styrke, som skulle passere gennem brohovedet og fortsætte fremrykningen og en ildstøttestyrke, som bestod af næsten hele hans artilleri. Planen fungerede så godt, at overgangen over floden næsten ikke kostede tab. Der fulgte to ugers hårde kampe med at forsvare Panzergruppe 2's flanker. Han fik tildelt 1. kavaleridivision udover 3. panserdivision som Gruppe Model og angreb for at sprede de sovjetiske styrker, som samledes ved Roslavl.
Efter Smolensks fald gav Hitler ordre til at ændre retningen af angrebet, og Guderians Panzergruppe drejede sydpå ind i Ukraine. Dens mål var at fange de sovjetiske styrker, som forsvarede Kiev, et fremstød på 275 km uden støtte, og igen var 3. panserdivision i spidsen. Fra 24. august til 14. september gennemførte Model en lynhurtig fremrykning bag den sovjetiske sydvestlige front, hvor han til stadighed mindede sine folk om, at hurtighed var altafgørende. Manøvren nåede sin afslutning, da 3. panserdivision fik kontakt til 16. panserdivision fra Heeresgruppe Süd ved Lokhvitsa.
Selv om det ville tage adskillige dage at nedkæmpe al modstand, var fælden om Kiev smækket.
Under de indledende trin i operation Barbarossa havde Model drevet sine folk hårdt og havde nået den hurtige fremrykning, som Guderian havde forlangt. Han havde løbet store risici – på et tidspunkt havde 3. panserdivision kun 10 kampvogne, som var klar til indsats; men hans vovemod og improvisationstalent (og den taktiske udygtighed blandt hans fjender) havde bragt ham store gevinster.

### Foran Moskva
Kort efter blev Model forfremmet til general i pansertropperne og fik kommandoen over 41. Panserkorps, som var inddraget i slaget om Moskva. Angrebet var indledt den 2. oktober 1941, og Model ankom til sin nye post den 14. november, midt under slaget.
Panserkorpset, som var en del af Georg-Hans Reinhardts Panzergruppe 3, stod ved Kalinin, 160 km nordvest for Moskva. Det var udslidt og lå for enden af en lang og vanskelig forsyningslinje (Model var blevet forfremmet den 28. oktober og måtte bruge to uger på at komme til Kalinin), og det kolde vejr var begyndt at hæmme tyskerne. Alligevel var moralen stadig høj, og det afsluttende fremstød mod Moskva begyndte kort efter hans ankomst. Model var en hvirvelvind af energi, turede langs fronten og tilskyndede sine tropper til en større indsats. Han blæste også på protokol og kommandoveje, og efterlod generelt sin stab i kølvandet. Den 5. december var 41. Panserkorps' 6. panserdivision nået til Iohnca, blot 35 km fra Kreml. Der stoppede fremrykningen, da vinteren, der indtil da havde været forholdsvis mild efter russiske forhold, slog om. Temperaturerne faldt til mellem -20 og -40 °C, og smøreolien i våben og køretøjer frøs, så tyskerne måtte indstille offensiven.

Netop som tyskerne havde taget denne beslutning, åbnede de sovjetiske styrker på vest- og sydvestfronten en stor modoffensiv, der havde til formål at drive Heeresgruppe Mitte tilbage fra Moskva. Angrebene var især kraftige mod Panzergruppe 3, som var trængt tættest på byen. I tre uger med forvirrede og brutale kampe trak Reinhardt sine tropper ud af en mulig omringning og faldt tilbage til en linje ved Lama floden. Model fik til opgave at dække tilbagetrækningen, og hans hårde, næste brutale lederskab, gav nu renter, da panik truede de tyske kolonner. Ved flere lejligheder skabte han orden ved et blokeret vejkryds med en trukket pistol, og tilbagetrækningen blev aldrig til en flugt.
I denne periode bemærkede Model, at de sovjetiske angreb blev gennemført som menneskelige bølger, og da de var dårligt taktisk koordineret, havde de en tendens til at fungere bedst, når tyskerne forsvarede støttepunkter frem for en sammenhængende linje. Hertil kom, at den sovjetiske logistik stadig ikke var tilstrækkelig til at understøtte en kamp, som flyttede sig hurtigt, så selv hvis der opstod et hul, betød det ikke automatisk en krise. Derfor gav han sine mænd ordre til at sprede sig ud, hvilket udnyttede hans korps' fordel i artilleri over for de sovjetiske styrker, samtidig med at han skabte små mekaniserede kampgrupper, som skulle tage sig af gennembrud. Hans taktik virkede, omend den var dyr (ved udgangen af 1941 havde 6. panserdivision kun 1.000 mand tilbage, inkl. alt front-, støtte og stabspersonel). Han fortsatte med at være fortaler for sådan taktik hele sin karriere.

### Rzhev
Models succes med at holde fronten var ikke blevet overset, og i januar 1942 fik han kommandoen over 9. Armé, som var placeret i frontfremspringet ved Rzhev, hvorved han sprang forbi mindst 15 generaler med højere anciennitet alene i Heeresgruppe Mitte.. Ironisk nok, selv om han havde stor uvilje mod officerer med generalstabens røde stribe på bukserne, er det et faktum, at han havde værdifuld erfaring som både divisions- og korpschef samt som stabschef i både korps og armé.
Der er en populær anekdote om hans ankomst til arméens hovedkvarter i Sychevka den 18. januar. Han for ind i operationsrummet uden nogen form for ceremoniel, betragtede situationskortet, pudsede sin monokel, og udtalte til sidst, at arméens situation var "noget rod". Da han fik at vide af oberstløjtnant Blaurock, at hans øjeblikkelige planer kun gik ud på at trænge russerne væk fra jernbanelinjen, forlangte Model et modangreb for at "ramme den sovjetiske flanke og holde dem i et kvælergreb". Da den forbløffede Blaurock spurgte: "Og hvad hr. general, har De bragt med til os til denne operation?", så Model strengt på ham og svarede "mig selv!" inden han brød ud i latter.
Lige inden sin afgang til fronten havde den nye arméchef holdt langvarige konsultationer med såvel Hitler som Halder. De pointerede, at stor fasthed ville være nødvendig for at redde arméen fra at blive ødelagt, og hans heftige svar havde i den grad imponeret Hitler, at han ved generalens afrejse bemærkede: "Så De det øje? Jeg tror på, at den mand klarer det; men jeg ville ikke ønske at tjene under ham". Da Model tog over, var hans del af fronten i en slem redelighed: den sovjetiske Kalinin-front havde gennembrudt linjen og truede jernbanen mellem Moskva og Smolensk, der var hovedforsyningsruten for Heeresgruppe Mitte. Trods faren erkendte han angribernes egen prekære situation og gennemførte straks et modangreb og afskar den 39. sovjetiske armé. I de voldsomme slag, der fulgte, afviste han flere sovjetiske forsøg på at komme de indesluttede soldater til undsætning. Det sidste kom i midten af februar. Derpå eliminerede han lommen efter behag i en række operationer, som kulminerede i midten af juli.
 For denne indsats blev han tildelt egeløv til ridderkorset og forfremmet til Generaloberst.
Efter at have genskabt 9. armés front satte Model sig for at holde den. Hans defensive doktrin, som sammenkædede konventionel tænkning med hans egne taktiske innovationer, var baseret på følgende principper:
- Ajourførte efterretninger baseret på kilder ved fronten og rekognoscering frem for at stole på rapporter fra analytikere i bagområdet.
- En sammenhængende frontlinje, uanset hvor tynd den måtte være. Det var i modstrid med den almindelige tyske doktrin, som var baseret på en række forposter og hovedstyrken placeret længere tilbage.
- Taktiske reserver, som kunne stoppe ethvert truende gennembrud. I praksis betød det spredning af kampvogne i enkeltstående delinger og kompagnier langs fronten for at støtte infanteriet i stedet for at samle det i en større slagstyrke.
- Centraliseret styring af artilleriet. Siden slutningen af 1. Verdenskrig havde tyske divisioner haft deres artilleri spredt ud på regimenterne. Det gjorde det svært at koncentrere artilleriindsatsen på et bestemt punkt. Model reorganiserede sit artilleri i særlige bataljoner under direkte ledelse af divisions- og korpscheferne.
- Adskillige statiske forsvarslinjer, som kunne forsinke fjendens fremrykning. Hitler havde forbudt bygning af flere linjer, idet han sagde, at soldater ville være fristet til at opgive deres nuværende linje for at falde tilbage til den næste. Model ignorerede ganske enkelt denne upraktiske ordre.

Ved hjælp af denne taktik forsvarede han med held sit frontafsnit igennem 1942 og ind i 1943, på trods af at han måtte afgive tropper og køretøjer til slagene længere mod syd. I denne periode afviste han adskillige store sovjetiske offensiver. En med kodenavnet Operation Mars, er beskrevet som marskal Georgij Zjukovs værste nederlag i krigen. Det bidrog alt sammen til hans ry som "forsvarets løve".
9. Armé evakuerede til sidst frontfremspringet i Unternehmen Büffel i marts 1943 som led i en generel frontforkortning. Storstilede antipartisan-operationer blev gennemført i ugerne inden operationen, (9. armés sektor var et centrum for partisanaktivitet) hvor ca. 3.000 russere blev dræbt, hovedparten var ubevæbnede. Tilbagetrækningen tog to uger med minimale tab eller afbrydelser, hvilket var en ganske imponerende bedrift i betragtning af, at hæren var på 300.000 mand med civilt vedhæng, 100 kampvogne og 400 kanoner. I dens kølvand beordrede Model personligt deportering af alle mandlige civile, at brønde skulle forgiftes og mindst to dusin landsbyer brændes af. I den måned fik han sværd til sit ridderkors, og 9. Armé fik ordre til at rykke ind i Orel.

### Kursk og Orel
Den 5. juli 1943 anførte Model det nordlige angreb mod Kursk under Panserslaget ved Kursk – Operation Citadelle – en plan, som havde forårsaget store kontroverser i den tyske overkommando. Günther von Kluge og Erich von Manstein, der henholdsvis havde kommandoen over Heeresgruppe Mitte og Heeresgruppe Süd, havde oprindelig tilskyndet til, at frontfremspringet blev angrebet i maj, inden de sovjetiske styrker kunne forberede sig på forsvar. Andre som Heinz Guderian mente, at det var unødvendigt at angribe, og at tyskerne i stedet skulle vente på at sovjetstyrkerne indledte deres offensiv, inden de besejrede dem. Model havde også sine tvivl om angrebet og pointerede, at Konstantin Rokossovskijs Centrale Front var kraftigt befæstet og havde dobbelt så mange mænd, kampvogne og artilleri som hans. I stedet for at konkludere, at offensiven skulle afblæses, sagde han, at den skulle udskydes, indtil han fik forstærkninger, især de nye Panther-kampvogne og Elefant-panserjagere.
Models sande holdning til offensiven forbliver uklar. Von Manstein tog hans anbefaling bogstavelig, mens Guderian sagde, at han var kategorisk imod at angribe. Det er ligeledes blevet antydet, at Model rent faktisk håbede på, at operationen ville blive aflyst ved at lade den blive udskudt, indtil sovjetstyrkerne indledte deres eget angreb.
Models angreb slog fejl, da 9. Armé hurtigt blev indviklet i de omfattende sovjetiske befæstninger. Hvis han havde håbet at opnå en fordel ved at vente på forstærkninger, havde han taget grundigt fejl: Den Røde Hærs styrke i frontfremspringet voksede rent faktisk langt hurtigere end angribernes. Ligeledes havde hans taktiske plan for angrebet heller ikke den store succes. Han havde færre kampvogne og mindre artilleri end von Manstein mod syd, og af frygt for at de dybe sovjetiske forsvarslinjer ville stoppe et kampvognstungt angreb (kendetegnet for den tyske Blitzkrieg), valgte han at bruge sit infanteri til at gennembryde Rokossovskijs linje, inden han slap sine kampvogne løs. Det virkede ikke. Tyskerne led store tab, mens de trængte blot 12 km frem på en uge og var ude af stand til at bryde igennem til åbent terræn. Model kastede sine kampvogne ind i kampen, men uden større effekt end at forårsage yderligere tab. Den sovjetiske hær havde koncentreret en større del af sin styrke over for Model mod nord, og Rokossovskij havde forudset, hvor angrebet blev sat ind og forsvarede dette område kraftigt. Models brug af infanteriangreb betød derfor, at hans tab af kampvogne var mindre end von Mansteins.
Inden slaget ved Kursk havde Model forudset muligheden af et sovjetisk angreb i frontfremspringet ved Orel og havde (uden at OKH vidste det) bygget omfattende defensive stillinger for at kunne imødegå et sådant angreb. Efter at hans fremstød var gået i stå, indledtes de sovjetiske modangreb som forventeligt den 12. juli. Det involverede ikke blot Rokossovskijs Centrale Front, men også Bryansk Fronten og den sovjetiske Vestfront, en større koncentration af styrker end Model havde angrebet i Operation Citadelle. I slaget gav von Kluge ham kommandoen over 2. Panserarmé udover 9. Armé – igen en større styrke end han havde kommandoen over i operation Citadelle. Den sovjetiske overvægt var så stor, at Stavka forventede, at det kun ville tage to dage at nå Orel og splitte de tyske styrker i tre dele. I stedet endte slaget tre uger senere med Models ordnede tilbagetog fra frontfremspringet. En ide om omfanget af kampene sammenlignet med Citadelle kan man få ud af de samlede tabslister for 2. Panserarmé og 9. Armé: fra 1. til 10. juli led tyskerne tab på 21.000 og fra 11. til 31. juli på 62.000. Trods disse tab havde han tilført de tre sovjetiske fronter tilsvarende svære tab, forkortet fronten og undgået at blive nedkæmpet. Hans rygte overlevede således nederlaget i Citadelle.

### Nordlige Rusland
Efter tabet af Orel trak Model sig tilbage til Dnepr, da sovjetstyrkerne indledte en offensiv fra Smolensk i nord til Rostov i syd. Han blev afløst som chef for 9. Armé i slutningen af september og benyttede lejligheden til at tage tre måneders orlov i Dresden med sin familie. Det var den sidste jul, han kom til at tilbringe hjemme.
Models afløsning var ikke tegn på, at han havde mistet Hitlers tillid, men derimod at han havde opnået den: Føreren ønskede at have ham til rådighed, hvis der skulle opstå en ny nødsituation, hvor der var brug for ham. Han blev således i hast sendt af sted den 29. januar 1944 for at lede Heeresgruppe Nord, som to uger tidligere måtte se sit kvælertag om Leningrad brudt af den sovjetiske Volkhov-, Leningrad- og 2. Baltiske front. Situationen var alvorlig: to af de tre korps af den tyske 18. Armé var knust, og kontakten med 3. SS Panserkorps, som forsvarede Narva, var afbrudt.
Den tidligere chef for armégruppen, Georg von Küchler, havde bedt om lov til at trække sig tilbage til Panther Linjen i Estland, som kun var halvfærdig. Model slog omgående ned på det og indførte en ny politik, som han kaldte Schild und Schwert (skjold og sværd)). Under denne doktrin ville områder kun midlertidig blive opgivet, så man kunne samle reserver til et øjeblikkeligt modangreb, som ville drive russerne tilbage og fjerne presset på andre dele af fronten. Disse aggressive udtalelser overbeviste Hitler og OKH, som ikke havde nogle reserver af betydning at sende til ham, men alligevel ikke var villige til at tabe terræn. Historikere har siden diskuteret deres betydning. Nogle hævder, at skjold og sværd var Hitlers opfindelse, mens andre siger, at de var et forudberegnet røgslør fra Models side for at skjule sine sande hensigter – at trække sig tilbage til Panther linjen.
Ganske uanset ordene blev de "midlertidige" tab af terræn som regel permanente, da Model gennemførte en kæmpende tilbagetrækning til Panther linjen. Han overdrog ansvaret for Narva fronten til Otto Sponheimer, som havde kommandoen over Armeafdeling Narva, mens han koncentrerede sig om at bringe 18. armé ud af kniben. Uden at fortælle det til OHK eller få dens godkendelse byggede han en række midlertidige forsvarslinjer til at dække sit tilbagetog. Det forsinkede de sovjetiske styrker og påførte dem store tab.
I marts var tilbagetrækningen afsluttet. Hans styrker var stort set intakte, men kampene havde været intense: hans skjold og sværd modangreb havde alene kostet ham 10.000–12.000 mand. Disse modangreb opnåede som regel ikke at generobre terræn, men holdt de sovjetiske styrker ude af balance og gav Model tid til at trække sine enheder tilbage. De gav ham også mulighed for at kunne fortælle Hitler, at han forfulgte en aggressiv strategi, selv om fronten til stadighed flyttede sig vestpå.
Den 1. marts 1944 blev Model forfremmet til feltmarskal (Generalfeldmarschall), den yngste i hæren. Hans raketagtige opstigning fra oberst til feltmarskal havde kun taget seks år.

### Ukraine og Polen
Den 30. marts fik Model kommandoen over Heeresgruppe Nord Ukraine i Galicien, som trak sig tilbage under stort pres fra Georgij Zjukovs 1. Ukrainske front. Han efterfulgte von Manstein, som var faldet i unåde hos Hitler på trods af tidligere sejre. Føreren ønskede en, som ikke ville give efter i forsvaret, og Model var den rette . På denne post kom han i strid med Mansteins fæller, først og fremmest Hermann Balck og Friedrich von Mellenthin fra 43. Panserkorps. Ligesom deres tidligere chef gik de ind for "elastisk forsvar", hvilket betød en tyndt holdt front og stærke panserreserver, der indsattes ved sovjetiske gennembrud. De nægtede at indføre Models foretrukne taktik. Model løste problemet ved at overføre kampvognene i 48. panserkorps til Hermann Breiths 3. Panserkorps, hvilket efterlod Balck og von Mellenthin som ledere af fire svage infanteridivisioner ved fronten.
I midten af april var Zjukovs fremrykning gået i stå inden diskussionen om, hvilken defensiv doktrin, der var bedst, kunne afgøres. Den 28. juni blev Model sendt af sted for at redde Heeresgruppe Mitte, som var blevet revet op i Operation Bagration, den sovjetiske offensiv i Hviderusland. Den 9. Armé, Models gamle enhed, og 4. Armé var omringet og de sovjetiske styrker var på vej til at generobre Minsk. Trods den katastrofale situation troede Model, at han kunne fastholde Minsk, men det ville kræve, at 4. Armé brød ud af omringningen og fik forstærkninger, der kunne angribe den sovjetiske fremrykning. Forstærkningerne kunne kun skabes ved at trække sig tilbage og på den måde forkorte fronten og frigøre tropper.  Der er konsensus om, at den tyske stilling var håbløs, uanset hvad Model kunne have gjort, men Hitler gjorde spørgsmålet uinteressant ved at nægte at godkende 4. Armés udbrud eller en generel tilbagetrækning, før det var for sent.
Minsk blev generobret af de sovjetiske 1. og 3. Hviderussiske front den 3. juli, men Model håbede stadig at kunne genskabe fronten vest for byen med hjælp fra divisioner fra Heeresgruppe Nord og Nord Ukraine. De tyske styrker kunne imidlertid ikke løfte opgaven, og han blev drevet ud af Vilnius og Baranovichi den 12. juli. På samme tid indledte 1. Ukrainske front (nu under kommando af Ivan Konev), og 1. Hviderussiske fronts venstre fløj en ny offensiv mod Heeresgruppe Nord Ukraine. I dette slag lykkedes det 1. Panserarmé at holde linjen øst for Lvov ved hjælp af Models defensive taktik, men blev tvunget til at trække sig tilbage, da 4. Panserarmé, som var svækket af, at stadig flere enheder blev overført til Heeresgruppe Mitte, var ude af stand til at dæmme op for de sovjetiske gennembrud på dens front. Model stoppede den Røde Hærs fremrykning lige før Warszawa, efter at Hitler endelig havde godkendt at frigive fire erfarne og friske panserdivisioner til ham (3. SS Panzer, 5. SS Panzer, Hermann Göring og Grossdeutschland). Det skal bemærkes, at han fik hjælp fra russerne selv, som stoppede deres offensiv for at omgruppere og bringe forsyninger frem, samt lade tyskerne knuse opstanden i Warszawa, som ikke var kommunistisk.
På forskellige tidspunkter i 1944 ledede Model hver af de tre store armégrupper på Østfronten, og i en kort periode midt på året ledede han Heeresgruppe Mitte og Heeeresgruppe Nord Ukraine samtidig. Han kom derfor tættere end nogen anden i hæren til i praksis at lede hele området.

### Normandiet
Den 17. august 1944 fik Model diamanter til sit riddersværd med egeløv og sværd af en taknemmelig Hitler, en belønning for at have lappet østfronten. Samtidig blev han overført til Vestfronten, hvor han erstattede von Kluge som øverstkommanderende for Heeresgruppe B og OB West. Fronten i Normandiet var brudt sammen efter næsten to måneders hårde kampe. 3. amerikanske armé var på vej til Seinen, og den tyske armégruppe var i fare for at blive fuldstændig tilintetgjort i Falaise-lommen.
Models første ordre var, at Falaise skulle forsvares, hvilket ikke imponerede hans stab. Han skiftede imidlertid hurtigt mening og overbeviste Hitler om, at han skulle godkende et øjeblikkeligt udbrud af 7. Armé og Pansergruppe Eberbach – noget som von Kluge, med sin begrænsede politiske pondus, ikke havde kunnet gøre. Han kunne på den måde redde en imponerende del af sine enheder, men på bekostning af næsten alle hans kampvogne og det tunge materiel. Da Hitler krævede, at Paris skulle holdes, svarede Model, at det kunne han godt, men kun hvis han fik 200.000 mand ekstra og adskillige panserdivisioner – en handling, som er kaldt både naiv og snu forhandlingstaktik. Forstærkningerne var ikke på vej, og befrielsen af Paris skete den 25. august. I mellemtiden faldt Model tilbage til den tyske grænse.
I begyndelsen af september fandt Model opgaven med at håndtere sit ansvar for Heeresgruppe B og OB West stadig mere vanskeligt i lyset af de allieredes luftoverlegenhed og hans egen tendens til at fare frem og tilbage langs fronten. Han var derfor lykkelig for at kunne overdrage OB West til feltmarskal Gerd von Rundstedt. Han beholdt ledelsen af Heeresgruppe B, en post han beholdt indtil armégruppens endelige opløsning i april 1945.

### Tilbagetrækning til Tyskland
Efter katastrofen i Normandiet etablerede Model sit hovedkvarter i Oosterbeek ved Arnhem i Holland, hvor han gik i gang med den enorme opgave med at genopbygge Heeresgruppe B. Midt i august 1944 begik von Kluge selvmord, og Model fik kommandoen over OB West i 18 dage, til han blev afløst af Gerd von Rundstedt, som igen fik kommandoen i vest.
Den 17. september blev hans frokost brat afbrudt, da den britiske 1. luftbårne division begyndte at lande i byen: Operation Market Garden: Montgomerys forsøg på at erobre broerne over den nedre Rhin, Meuse og Waal var i gang. Model troede først, at de forsøgte at tage ham og hans stab til fange, men størrelsen af angrebet fik ham snart på andre tanker.
Da Model forstod, hvad de allieredes egentlige mål var, gav han 2. SS panserkorps ordre til at gå i aktion. Korpset, som bestod af 9. og 10. SS panserdivision, var ved at blive genudrustet efter kampene i Normandiet og var blevet overset af de allieredes efterretningstjeneste. Selv om de fortsat var langt under normal styrke, bestod de af hærdede tropper og var en dødelig trussel mod de let bevæbnede faldskærmstropper. 9. SS panserdivision kastede sig over briterne ved Arnhem, mens 10. SS panserdivision rykkede sydpå for at forsvare broen ved Nijmegen.
Model mente ikke overraskende, at situationen ikke kun udgjorde en trussel, men også rummede en mulighed for et modangreb, som muligvis kunne fjerne de allierede fra det sydlige Holland. Af den grund forbød han SS general Willi Bittrich og SS generalløjtnant Heinz Harmel hhv. leder af 2. SS Panserkorps og 10. SS Panserdivision at ødelægge broen ved Nijmegen. Bortset fra denne taktiske fejl anses Model for at have udkæmpet et fremragende slag og tilføjede de allierede et alvorligt nederlag. Broen ved Arnhem blev holdt, og den britiske 1. luftbårne division ødelagt, hvilket knuste de allieredes håb om at få et fodfæste på den anden side Rhinen inden årets udgang.
Arnhem genskabte en stor del af Models selvtillid, som var blevet rystet af oplevelserne i Normandiet. Fra september til december lykkedes det ham at standse yderligere et allieret fremstød, denne gang fra Omar Bradleys 12. amerikanske armé i slaget om Hürtgenskoven og Slaget om Aachen. Mens han blandede sig mindre i sine enheders daglige operationer ved Arnhem, holdt han sig stadig fuldt informeret om situationen, forsinkede de allieredes fremstød, forårsagede dem store tab og udnyttede fuldt ud befæstningerne i Siegfried-linjen.
Hürtgenskoven kostede den 1. amerikanske armé mindst 33.000 døde og sårede både i og uden for kamp. De tyske tab lå på mellem 12. og 16.000. Aachen faldt den 22. oktober, og igen med store tab for den 9. amerikanske armé. Den 9. Armés fremstød til floden Rur gik ikke bedre, og det lykkedes hverken at krydse floden eller vriste kontrollen over dens dæmninger fra tyskerne. Hürtgenskoven var så kostbar, at den er blevet kaldt et allieret "nederlag af første karat", og rosen herfor tilfaldt Model.

### Wacht am Rhein
Efter afslutningen af operation Market Garden besluttede Hitler, at tyskerne skulle indlede en offensiv i vest, som skulle overraske de vestallierede. Målet var at gennembryde den allierede front og erobre Antwerpen. Denne operation med kodenavnet Wacht am Rhein (Vagt ved Rhinen), skulle tvinge briterne og amerikanerne til at bede om fred, hvilket ville gøre det muligt for Tyskland at bekæmpe Sovjetunionen.
Model og alle andre involverede hærførere mente, at det var umuligt at gennemføre ideen, i betragtning af hvor begrænsede ressourcer der var til rådighed i 1944. Samtidigt følte både han og von Rundstedt, at en rent defensiv indstilling, som han havde anvendt siden Normandiet, kun kunne forsinke Tysklands nederlag, ikke forhindre det. Derfor forberedte han Operation Herbstnebel, et knap så ambitiøst angreb, som ikke forsøgte at krydse Meuse, men alligevel ville tilføje de allierede et alvorligt tilbageslag. En lignende plan var blevet forberedt af von Rundstedt i OB West, og de to feltmarskaller samordnede deres planer, så de kunne præsentere en fælles "lille løsning" for Hitler. Den blev forkastet, og den "store løsning" med at sigte mod Antwerpen blev fortsat.
Til denne operation havde Model 6. SS Panserarmé, 5. Panserarmé og 7. Armé til rådighed med et dusin panser- og pansergrenaderdivisioner, som udgjorde den sidste strategiske reserve i Det tredje Rige. Trods sin skepsis kastede Model sig ud i opgaven med sin sædvanlige energi og slog ned på enhver form for defaitisme, han stødte på. En stabsofficer klagede over manglende ressourcer, hvilket fik Model til at udbryde: "Hvis De mangler noget, så tag det fra amerikanerne". Han var fuldstændig klar over såvel operationens betydning som dens mest sandsynlige resultat. Da oberst Friedrich August von der Heydte, som havde fået ordre til et lede en faldskærmsstyrke, som skulle nedkastes som led i operationen, sagde, at nedkastningen ikke havde mere end 10 % chance for at lykkes, svarede han: "Nå, så må forsøget gøres, for hele offensiven har ikke mere end 10 % chance for at lykkes. Det må gøres, for offensiven er den sidste chance for at afslutte krigen fordelagtigt."
Operationen blev indledt den 16. december 1944 og havde nogen succes i starten, men den manglede dækning i luften, infanteri og mest kritisk: brændstof. 6. SS Panserarmé løb ind i hård modstand, og mens det lykkedes 5. Panserarmé at gennemføre et dybt fremstød i de allierede linjer, kunne Model ikke udnytte gennembruddet. Det var ikke lykkedes tyskerne at erobre det vigtige vejknudepunkt i Bastogne, og dårligt vejr og uigennemtrængeligt terræn fik de tyske kolonner til at klumpe sig sammen i enorme trafikkøer på vejene bag fronten. Udgået for brændstof og ammunition gik angrebet i stå den 25. december, og det blev afblæst den 8. januar.

### Nederlag i Ruhr
Den mislykkede Wacht am Rhein betød afslutningen på Models særlige forhold til Hitler, som den 21. januar udstedte en ordre om, at alle divisioner i Heeresgruppe B herefter var personligt ansvarlige over for ham. Tilbagetrækning til Rhinen var forbudt, og armégruppen fik ordre til at gennemføre sit forsvar uden at opgive en tomme jord.
Det var en umulig opgave, og midt i marts blev Model tvunget tilbage til Ruhr. Den 1. april blev Heeresgruppe B omringet af 1. og 9. amerikanske armé. Hitlers svar bestod i at erklære Ruhr for en fæstning, som hverken måtte opgives eller overgives. Han gav også ordre til, at industri skulle ødelægges for at forhindre dem i at falde i allierede hænder. Model ignorerede disse ordrer.
Efter de allierede havde delt lommen i to, opfordrede generalmajor Matthew Ridgway, som ledede det amerikanske 18. luftbårne korps den 15. april Model til overgivelse frem for at ofre sine soldaters liv. Svaret var, at Model stadig var bundet af sin troskabsed til Hitler og sin ære som feltmarskal og anså overgivelse for udelukket. Frem for at fortsætte kampen beordrede han i stedet armégruppen opløst. De ældste og yngste soldater blev hjemsendt, og resten fik valget mellem at overgive sig eller forsøge at bryde ud af omringningen på egen hånd. Der var der ikke meget andet, han kunne gøre: Den 5. panserarme havde allerede overgivet sig, og den tyske ledelse og kommunikation var så godt som faldet fra hinanden. Den 20. april fordømte Joseph Goebbels' propagandaministerium Heeresgruppe B som forrædere og markerede hermed det endelige brud mellem Model og det sammenbrydende naziregime.

#### Selvmord
Models beslutning betød afslutningen på krigen for hans mænd, men han ønskede ikke selv at overvære nederlagets efterspil. Inden han opløste sin armégruppe, sagde han til sin stab: "Er alt gjort for at retfærdiggøre vore handlinger over for historien? Hvad kan der være tilbage at gøre for en slagen hærchef? I antikken tog de gift.". Hans beslutning om at begå selvmord blev taget, da han hørte, at Sovjetunionen havde anklaget ham for krigsforbrydelser, nemlig 577.000 personers død i tyske koncentrationslejre i Letland og deportering af 175.000 andre som tvangsarbejdere. Efter at hans forsøg på at søge døden ved fronten var mislykket, skød han sig i hovedet i et skovklædt område den 21. april 1945. Stedet mellem Duisburg og landsbyen Lintorf er i dag en del af byen Ratingen.

#### Efterskrift
Model blev begravet dér, hvor han døde. I 1955 gravede hans søn Hansgeorg Model vejledt af sin fars tidligere officerer sin fars lig op. Walter Model blev genbegravet i Soldatenfriedhof Vossenack, en tysk militærkirkegård ved byen Vossenack i Hürtgenskoven. Hansgeorg selv gjorde tjeneste som kadet i Großdeutschland divisionen i slutningen af 1944 og 1945. Efter krigen kom han i Bundeswehr, hvor han endte som brigadegeneral.

## Model som feltherre

### Begrænsninger
I modsætning til Erwin Rommel en anden feltmarskal, som foretrak at lede fra fronten, var der så godt som ingen af dem, som måtte arbejde sammen med ham, som kunne lide ham. F.eks. da han blev chef for 41. panserkorps i 1941, bad hele korpsets stab om at blive forflyttet. Han var ikke alene grov i munden, men han gjorde det også til en vane at styre sine underordnede ned til den mindste detalje, ændrede planer uden at spørge og gik ikke kommandovejen, når det passede ham. Han anede intet om etikette og skældte ofte sine officerer ud offentligt. Da han forlod Heeresgruppe Nord i marts 1944 efter at være blevet sendt til Ukraine, bemærkede stabschefen: "Schweinfuhrt" (svinet er kørt). Det var en hentydning til Models øgenavn blandt sine stabsofficerer, som han fik i sin tid ved 41. Panserkorps: "Frontschwein" (frontsvinet).
Han var ikke et operativt geni af samme slags som von Manstein, som havde udtænkt planen for Slaget om Frankrig i 1940. Model havde anført det spektakulære fremstød, som 3. Panserdivision gennemførte under Operation Barbarossa, og var kommet utrolig tæt på Moskvas centrum i 1941; men han havde ikke klaret sig godt i offensive operationer på arméniveau eller derover. Som chef for 9. Armé omringede og nedkæmpede han store fjendtlige enheder, som havde gennembrudt hans front, men ved Kursk fejlvurderede han virkningen af at udskyde offensiven, og hans angrebsplan var i bedste fald uinspirerende, og i værste fald haltede den. I Ardennerne kunne han ikke overvinde de forsyningsproblemer og manglende koordination, som plagede operationen. Hans ledelsesstil fungerede, når han anførte en division eller et korps, men da han blev forfremmet til at lede en armé, gav det anledning til kritik af ham om, hvorvidt de fordele, han opnåede, var tilstrækkelige til at opveje det tab af effektivitet, som fulgte med.
Model viste heller ingen særlige evner for strategi. På såvel Øst- som Vestfronten havde han kommandoen over adskillige armégrupper, men hans tid var kendetegnet ved mangel på en sammenhængende plan. Hans beslutning under Operation Bagration om at forstærke Heeresgruppe Mitte med divisioner fra Heeresgruppe Nord Ukraine havde kun til følge, at den sidste blev svækket. Det er bemærket, at han hverken viste stor evne eller tilbøjelighed til at tage de fronter i betragtning, som han ikke selv havde kommandoen over.

### Styrker
Det Model havde var en fremragende taktisk begavelse, især i defensiven, og et "fremragende improvisationstalent". I 3. Panserdivision var han en pioner i anvendelsen af kampgrupper, der snart blev standardtaktik i den tyske hær. Han havde en formidabel hukommelse og sans for detaljer, som tillod ham at dominere sine stabsofficerer, især dem, som havde ansvar for specialområder som artilleri, transport og kommunikation.
Hans operationelle doktrin var meget forskellig fra den, som hans kolleger, der dominerede vurderingen af de tyske operationer efter krigen, benyttede sig af. Kolleger som Guderian, von Manstein, von Mellenthin og Balck, som så manøvrekrigsførelse som nøglen til at vinde slag. Da Model inden krigen blev sat til at analysere tekniske fremskridt i ind- og udland, gav hans entusiasme over alt nyt ham øgenavnet Armee Modernissimus (se Simplicius Simplicissimus). Model udkæmpede næsten alle sine slag i den nordlige og sydlige del af Østfronten, og han blev aldrig testet på stepperne i det sydlige Rusland, hvor det åbne terræn ville have gjort mobil krigsførelse mere tillokkende. Alligevel antydede hans defensive resultater værdien af hans tilgangsvinkel. Ved Rzhev, Orel, i Galicien og Estland stoppede han modstandere, som forventede at løbe ham over ende, og så sent som november 1944, gav han den 12. U.S. Armégruppe et hårdt slag i Hürtgenskoven.
Hans tilgangsvinkel var ikke køn. Model var en nådesløs chef, som var villig til at påføre og lide tab for at stabilisere sin front. Udover de nævnte tilfælde satte han overordnede reserver ind, hvor kampene var hårdest, og sparede dermed de enheder, som han anså for at være vigtige for sit eget kommandoområde. F.eks. blev han tildelt elitedivisionen Grossdeutschland i september 1942, da hans 9. Armé var under kraftige angreb i Operation Mars. Han fik at vide, at divisionen ikke måtte deles op, men Model delte den alligevel op i bataljoner og kompagnier, som han brugte til at stoppe huller med. Grossdeutschland led et tab på næsten 10.000 mand ud af 18.000, og var på et tidspunkt på randen af oprør. Men fra Models synspunkt var disse tab acceptable, fordi de betød, at 9. armé ikke led dem. Når det er sagt, behandlede han ikke disse enheder som den rene kanonføde. I begyndelsen af 1942 blev regimentet Der Führer fra 2. SS division reduceret til en håndfuld mænd i løbet af tre ugers hårde kampe; men fik forstærkninger på mindst 1.500 herunder 88 mm kanoner og StuG III stormartilleri, og Model selv besøgte den sektor af fronten dagligt, hvor han vurderede, hvilken støtte der ville være nødvendig for at kunne afvise de sovjetiske angreb.
Sammen med dette var der hans uendelige beslutsomhed og energi og stædige afvisning af at imødese nederlag. Han forlangte den samme høje standard af sig selv, som han krævede af dem omkring sig og sagde: "Den, som leder tropper, har ikke ret til at tænke på sig selv". Hans besøg ved fronten var måske ikke befordrende for den operationelle effektivitet, men de satte gang i hans folk, som til stadighed satte større pris på ham, end hans officerer gjorde. Som chef for 9. Armé anførte han en gang personligt en bataljon i et angreb mod en sovjetisk stilling med en pistol i hånden. Selv hans ligemænd respekterede hans evner og jernvilje, uanset at de måske afskyede hans personlighed. Guderian anså ham for det bedste valg til at lede Heeresgruppe Mitte under krisen i Operation Bagration, og i 9. armés krigsdagbog stod der, da han ankom til armegruppens hovedkvarter i Minsk: "Nyheden om feltmarskal Models ankomst bemærkes med tilfredshed og tillid."

## Vurdering

### Forholdet til Hitler
Inden krigen havde Model været tilfreds med at overlade politik til politikerne og foretrak at koncentrere sig om militære forhold. På trods af det blev han en af de feltmarskaler i hæren, som blev tættest knyttet til Hitler. Vurderingerne af ham efter krigen var forskellige. Nogle historikere har kaldt ham "blindt loyal"  eller en "ihærdig discipel" af Hitler. Andre har et mere nuanceret syn og ser i Model en koldt kalkulerende opportunist, som brugte Føreren til sin egen fordel, uanset om han gik ind for ham eller de nazistiske idealer. Modsætningerne mellem hans protestantiske opdragelse og hans senere tilknytning til nazisterne har ligeledes været genstand for kommentarer.
Som en af de få tyske generaler fra middelklassen tiltalte Models baggrund Hitler, som ikke stolede på de gamle preussiske junkere, som stadig dominerede hærens officerskorps. Hans defensive taktik var langt bedre tilpasset Hitlers instinkter om aldrig at vige end luftig snak om "elastisk forsvar" – selv om Model ikke helt delte disse instinkter. Hans stædighed, energi og skånselsløshed var andre kvaliteter, som Hitler satte pris på, og Models ligefremme tale gjorde også indtryk.
I en meget bemærket hændelse måtte Model håndtere et forsøg fra Adolf Hitlers side på at gribe ind i hans planer. Ved telefonopkald fra Heeresgruppe Mittes stabschef fik han at vide, at Hitler var blevet nervøs over den direkte sovjetiske trussel mod Vjazmav og havde besluttet, at 47. panserkorps
2. SS Division og 5. Panserdivision ikke skulle indsættes i det nært forestående modangreb, men skulle blive i bagområdet. Model kørte straks tilbage fra Rzhev til Vjazma i en forrygende snestorm og tog med fly til Østpreussen. Uden om feltmarskal Günther von Kluge, hans umiddelbare foresatte, søgte han en personlig konfrontation med Hitler. I begyndelsen forsøgte han at forklare sine bevæggrunde på den bedste, uengagerede generalstabsfacon, blot for at opdage at hans logik totalt prellede af på Føreren. Pludselig stirrede han på Hitler gennem sin monokel og spurgte brysk: "Mein Führer, hvem leder 9. armé, De eller jeg?". Hitler, som var chokeret over modstanden fra sin yngste arméchef, forsøgte at finde en anden løsning, som begge kunne godtage, men Model var stadig ikke tilfreds. "Godt Model", svarede den irriterede Hitler endelig. "Gør som De vil, men det er Deres hoved som ligger på blokken" .
Ved middagsbordet samme aften sagde Hitler: "Jeg stoler ikke på officerer, som har en overdrevent teoretisk tankegang. Jeg gad nok vide, hvad der sker med deres teorier, når der skal handles". Men når en officer "er værdig til at lede", sagde han til Reichsführer Heinrich Himmler, "må han have bemyndigelse til at udføre sine opgaver" . Kort efter Models afrejse til Rzhev-området, sagde Hitler, mens han slappede af med sine venner: "Generaler må være hårde, skånselsløse mænd, så knubbede som mastiffer – grovkornede mænd som dem, jeg har i partiet" . Vigtigt var det imidlertid, at Model aldrig udfordrede Hitler vedrørende politiske spørgsmål, et punkt, som er blevet betegnet som hemmeligheden bag deres vellykkede forhold.
Ved hjælp af sine defensive succeser fik han Hitlers fulde tillid, og føreren kaldte ham "min bedst feltmarskal" og (efter operation Bagration) "Østfrontens redningsmand".  Til gengæld gav det Model en grad af fleksibilitet, som ingen anden general havde. Han argumenterede ofte imod, ignorerede eller forbigik ordrer, som han følte var umulige: ved Rzhev og Orel havde han bygget defensive befæstninger på trods af et forbud, og hans brug af skjold og sværd taktik mens han var ved Heeresgruppe Nord viste sig at være et skalkeskjul for gradvis tilbagetrækning. Hans forhold til sine overordnede var kendetegnet ved afvigelser, hvor det, han skrev i sine rapporter, havde meget lidt til fælles med det, der faktisk foregik. Mens andre generaler, som stødte sammen med Hitler, uvægerlig blev afskediget, forblev Models position uantastet, så længe han skabte resultater. Efter at han havde fejlet i Ardennerne og Ruhr, blev han afskrevet.

### Model og nazisme
Mange af Models officerskolleger anså ham for at være nazist. Han havde ytret nazivenlige følelser før og under krigen, og han ansporede ofte sine tropper til at tro på Føreren og fastholde de nationalsocialistiske dyder. Hertil kom, at han udpegede en officer fra Waffen SS som sin adjudant i Heeresgruppe Nord i 1944, bad gentagne gange om at få SS-officerer tildelt sin stab på hver af sine armegruppeposter og besatte den National Sozialistischer Führungs Offizier (NSFO, var i princippet en politisk kommissær) post, som var ledig i Heeresgruppe B, som havde stået tom inden hans ankomst. Hans vane med at gentage Førerens ordrer betød, at han blev anset for at være sykofant, selv om han i virkeligheden ofte underløb eller ignorerede disse ordrer.
Efter 20. juli attentatet på Hitler var Model den første højtstående officer, som bekræftede sin loyalitet for Hitler; men han afviste også at udlevere general Hans Speidel, sin stabschef i Heeresgruppe B, som var stærkt impliceret i sammensværgelsen, til Gestapo. Model var godt klar over Speidels politiske holdninger, ligesom hans forgængere i Heeresgruppe B, Rommel og von Kluge. Ligesom dem beskyttede han Speidel længst muligt, samtidig med at han overhørte forræderisk tale.
Mens han var på Østfronten, udviste han ingen betænkeligheder over behandlingen af civile fra SS' side i områder under hans kommando og ledede adskillige anti-partisanoperationer, fortrinsvis mens han ledede 9. armé. Disse operationer, som blev udført af hæren og SS, var blodige, dog ikke usædvanligt målt med østfrontens standard. Sammen med den brændte jords taktik, han fulgte under sine tilbagetrækninger, førte de til, at Sovjetunionen anklagede ham for krigsforbrydelser.
Alligevel afslog han, mens han ledede Heeresgruppe Mitte, at indsætte tropper for at slå opstanden i Warszawa ned – en opgave som til sidst blev udført af SS, idet han anså det for at være en opgave i baglandet. Han udtalte, at opstanden skyldtes dårlig behandling af det polske folk, og det skulle hæren ikke have noget at gøre med. På den anden side viste han ingen tøven overfor at rydde Warszawa-forstæderne Praga og Saska Kępa, som blev gennemskåret af vigtige forsyningslinjer,
og han så til, da tyskerne brændte byen af.
Det er hævdet, at den bedste forklaring på Models adfærd og selvmord er, at han ikke nødvendigvis var nazist, men autoritær militarist, som i Hitler så den stærke leder, som Tyskland havde brug for. Dette karakteriserede mange i det tyske officerskorps, men i Models tilfælde var det ledsaget af en kynisk villighed til at tilfredsstille nazistyret for at nå egne mål, og en komplet internalisering af billedet som den professionelle upolitiske soldat. Han havde viet sit liv til hæren, uanset om det var Reichswehr eller Wehrmacht, og i sine sidste dage i Ruhr var der mere end én iagttager, som bemærkede en kamp i ham om at komme overens med det faktum, at hærens ødelæggelse var forestående. I dette lys har Models beslutning om at begå selvmord mindre at gøre med spørgsmål om ære og Sovjetunionens gengældelse som med en manglende evne til at klare et fuldstændigt nederlag.

## Opsummering af karriere

### Forfremmelser
- 22. august 1910: Sekondløjtnant i infanteriet
- 25. februar 1915: Premierløjtnant
- Marts 1918: Kaptajn
- 1929: Major
- 1932: Oberstløjtnant
- 1. oktober 1934: Oberst
- 1. marts 1939: Generalmajor
- 1. april 1940: Generalløjtnant
- 1. oktober 1941: General i pansertropperne
- 28. februar 1942: Generaloberst
- 1. marts 1944: Feltmarskal

### Poster
- 1909: Kadet uddannelse
- 1910: 52. infanteriregiment von Alvensleben
- 1917: Stabsposter
- 1925: Chef for 9. kompagni i 8. infanteriregiment
- 1928: Stabsofficer, 3. Division, Berlin
- 1930: Stabsofficer, Sektion 4 (Træning), Truppenamt, Berlin
- 1932: Stabschef, Reich Kuratorium for ungdoms sundhed
- 1933: Bataljonschef, 2. infanteriregiment
- 1935: Leder af sektion 8, generalstaben, Berlin
- 1938: Stabschef 4. Korps
- 1939: Stabschef 16. Armé
- 1940: Chef for 3. panserdivision
- 1941: Chef for 41. panserkorps
- 1942: Chef for 9. Armé
- Januar – marts 1944: Chef for Heeresgruppe Nord
- Marts – juni 1944: Chef for Heeregruppe Nord Ukraine
- Juni – august 1944: Chef for Heeresgruppe Mitte
- August – september 1944: Chef for OB West
- August 1944 – april 1945: Chef for Heeresgruppe B[109]